# Касерес, Себастьян (футболист)
Себастья́н Э́нцо Ка́серес Ра́мос (исп. Sebastián Enzo Cáceres Ramos; родился 18 августа 1999 года, Монтевидео) — уругвайский футболист, защитник клуба «Америка» и сборной Уругвая.

## Клубная карьера
Касерес — воспитанник столичного клуба «Ливерпуль». 26 августа 2017 в матче против «Пеньяроля» он дебютировал в уругвайской Примере. 24 февраля 2019 года в поединке против столичного «Феникса» Себастьян забил свой первый гол за «Ливерпуль». В начале 2020 года Касерес перешёл в мексиканскую «Америку». Сумма трансфера составила 2,3 млн евро. 23 февраля в матче против «Монтеррея» он дебютировал в мексиканской Примере.

## Международная карьера
В 2019 году Касерес в составе молодёжной сборной Уругвая принял участие в молодёжном чемпионате Южной Америки в Чили. На турнире он сыграл в матчах против команд Перу, Парагвая, Венесуэлы, Бразилии, Колумбии, а также дважды Эквадора и Аргентины.
В том же году в составе Касерес принял участие в молодёжном чемпионате мира в Польше. На турнире он сыграл в матчах против команд Гондураса.
В 2019 году в составе олимпийской сборной Уругвая Касерес принял участие в Панамериканских играх в Перу. На турнире он сыграл в матчах против команд Перу, Аргентины, Ямайки, Гондураса и Мексики.

## Достижения
Международные
 Уругвай (до 20)
- Чемпионат Южной Америки среди молодёжных команд — 2019